# Haematopota rufula
Haematopota rufula är en tvåvingeart som först beskrevs av Surcouf 1909.  Haematopota rufula ingår i släktet Haematopota och familjen bromsar. Inga underarter finns listade i Catalogue of Life.